# Fuente de Canaletas (Córdoba)
La fuente de Canaletas es una fuente situada en la Avenida de Barcelona de la ciudad de Córdoba (España). Se trata de una fuente de tipo novecentista con columna de hierro rematada por cuatro farolas.
Esta fuente es réplica de la original instalada en la Rambla de Canaletas de Barcelona y una de las más populares de la Ciudad Condal, hasta el punto de haber llegado a convertirse en uno de los símbolos representativos de aquella ciudad. Fue donada por el Ayuntamiento de Barcelona para la avenida cordobesa rotulada con su nombre, en la que fue instalada en 1982.
Desde hace muchos años los aficionados del F.C. Barcelona acuden a su entorno para celebrar los títulos conseguidos por su equipo.